# Erna Redtenbacher
Erna Redtenbacher est une femme de lettres autrichienne née le 14 mai 1888 à Vienne (Autriche) et décédée le 27 juin 1940 à Saint-Philibert dans le Morbihan (France). Elle est connue pour ses traductions en allemand des romans de Colette.

## Biographie
Elle est la fille de Moritz Redtenbacher né en 1864, qui travaillait à la banque centrale austro-hongroise et de Maria Stöger, née en 1863. Elle avait une petite sœur Gertrude, née en 1893. Josef Redtenbacher, son grand-père paternel né en 1810, fut un scientifique célèbre, professeur de chimie organique à l’Université de Prague puis de Vienne.
Erna Redtenbacher travailla surtout pour l’éditeur viennois Paul Zsolnay Verlag de 1924 à 1931 et traduisit des romans de Colette avec qui elle devint amie. Elle séjourna souvent en France, logée à Paris par le docteur Charles Chatelin et son épouse Louise. Sa compatriote, l’artiste peintre illustratrice Mariette Lydis, installée à Paris en 1926  réalisa quatre portraits d’elle en 1927, 1931, 1932 et 1934. Une partie de sa correspondance et une photo d'elle sont conservées à la Bibliothèque nationale de France et dans la collection de Michel Rémy-Bieth.
Au moment de l’Anschluss de l’Autriche, elle se réfugia à Paris et fut aidée par Colette. Celle-ci écrivit à plusieurs ministres pour lui faciliter l’obtention de papiers en règle. Colette lui fit rencontrer Renée Hamon ("Le Petit Corsaire" de Colette) qui l’invita à séjourner chez elle à la Trinité-sur-Mer et lui présenta Christiane Denayer, pianiste et fille du grand altiste Frédéric Denayer. Celle-ci devint son amante jusqu’à son décès comme le raconte Emmanuel Berl dans son livre Rachel et autres grâces.
En mai 1940, Erna fit partie des femmes indésirables d’origine germanique, soupçonnée de faire partie de la 5e colonne. Elle fut internée dans le camp de Gurs. Aidée par sa compagne Christiane, elle réussit à s’en échapper et se réfugia avec elle en juin 1940 à Saint-Philibert,. Mais après l’occupation du village par les Allemands, Erna et Christiane se suicidèrent en s’injectant de grandes quantités de morphine, le 27 juin 1940. Elles furent enterrées ensemble dans le cimetière du village.
La vie d’Erna a longtemps été ignorée mais elle a donné lieu à des recherches effectuées par Alain Venot entre 2015 et 2019, qui furent récompensées par le prix 2019 de la Société des Amis de Colette. Celui-ci a également publié un roman inspiré de la vie d'Erna  en 2020 sous le pseudonyme de James de la Boullaye.

## Les traductions d’Erna Redtenbacher[1]
Erna a d’abord traduit de l’anglais vers l’allemand trois livres de HG Wells : A Short History of the World (die Geschichte unser Welt) en 1925, the World of William Clissold (die Welt des William Clissold) en 1927 et the Dream (der Traum), en 1927.
Du français vers l’allemand, Erna traduisit sept livres de Colette :  Mitsou en 1927, L’Entrave (die Fessel) et La Naissance du Jour (die Tagesanbruch) en 1928, La Maison de Claudine (mein Elternhaus) en 1929, La Seconde (die Andere) en 1930, La Paix chez les Bêtes (Friede bei den Tieren) et L’Envers du Music Hall (Komödianten. Meine Gefährten und ich) en 1931. Tous ces livres ont été édités par la maison Viennoise Paul Zsolnay Verlag.
En dehors des livres de Colette, Erna traduisit également du français vers l’allemand deux romans de Panait Istrati un écrivain roumain : Nerrantsoula qui parut en 1927 édité par Enoch à Hambourg et Les Chardons du Baragan (Die Disteln des Baragan) édité par Wegweiser Verlag en 1928.
La qualité des traductions d’Erna a donné lieu à une étude académique présentée en 1984 lors d’un colloque tenu à Sarrebrück.